# Entkopplung (Wirtschaftswachstum)

In dieser Grafik wächst die Wirtschaftsleistung um 3 %. Der Energieverbrauch steigt nur um 2 % (relative Entkopplung), während die Treibhausgasemissionen um 1 % jährlich sinken (absolute Entkopplung). Die Energieeffizienz steigt demnach um 1 % jährlich, die Emissionen pro Energieverbrauch sinken um 3 %. Allerdings ist die Entkopplung nicht ausreichend, um die Emissionen wie gewünscht um 3 % jährlich zu senken.

Unter Entkopplung versteht man in der ökologischen Ökonomik eine Abschwächung des Zusammenhangs zwischen Wirtschaftswachstum und Umweltschäden durch neuartige Produktionsprozesse. Durch Entkopplung soll die Wirtschaftsleistung immer unabhängiger vom Materialverbrauch und der Emission von CO2-Äquivalenten gemacht werden. Ziel ist es dabei sicherzustellen, dass weiteres Wirtschaftswachstum nicht zur Überschreitung planetarer Grenzen führt.
In der Literatur wird oftmals zwischen relativer und absoluter Entkopplung unterschieden. Die häufig geäußerte Hoffnung ist hierbei, dass es durch absolute Entkopplung die Chance gäbe, die aktuell weltweit praktizierte Art des Wirtschaftens beizubehalten und gleichzeitig innerhalb der planetaren Grenzen zu bleiben. Heftig diskutiert wird dabei aber die Frage, ob absolute Entkopplung durch ausreichend viel relative Entkopplung herbeigeführt werden kann.

## Begriffsgeschichte

Nach der Theorie der Umwelt-Kuznets-Kurve steigt die Umweltbelastung durch Industrialisierung an, sinkt dann aber wieder durch den Übergang in eine Dienstleistungsgesellschaft.

In der Menschheitsgeschichte ging eine Erhöhung des Bruttoinlandsprodukts (BIP) bislang sehr häufig mit erhöhten negativen Auswirkungen auf die Umwelt einher. Deshalb ist die Wachstumskritik auch beinahe so alt wie das Wirtschaftswachstum selbst. Spätestens seit der Club of Rome 1972 seine Studie Die Grenzen des Wachstums veröffentlichte, gibt es eine breite gesellschaftliche Diskussion über die (Un-)Möglichkeit eines niemals endenden Wirtschaftswachstums auf einem Planeten mit begrenzten natürlichen Ressourcen. Dabei muss aber ebenfalls anerkannt werden, dass es bislang keiner menschlichen Gesellschaft gelungen ist, materielle Deprivation ohne Wirtschaftswachstum flächendeckend zu beseitigen. Besonders für ärmere Staaten ist das Wachstumsparadigma daher weiterhin attraktiv.
In den 1990ern erschien eine Reihe von Studien, die nahelegten, dass Entkopplung von selbst eintreten würde. Demnach würden Luft- und Gewässerverschmutzung, die Menge des Hausmülls, Entwaldung sowie Kohlendioxidemissionen abnehmen, sobald Staaten ihr BIP auf ein bestimmtes Niveau gehoben haben. Diese Ergebnisse führten zur Postulierung der Umwelt-Kuznets-Kurve. Die Gültigkeit dieser Theorie konnte durch jüngere Forschung jedoch nur für unmittelbar gesundheitsschädliche Stoffe bestätigt werden. Treibhausgasemissionen und andere externe Effekte scheinen hiervon unberührt zu bleiben.
2002 definierte die OECD den Begriff Entkopplung als Phänomen, das die Korrelation zwischen Wirtschaftswachstum und Umweltzerstörung aufheben soll. Auch die Europäische Kommission hatte ein Jahr zuvor in ihrem sechsten Umweltprogramm das Ziel ausgegeben, Entkopplung herbeizuführen. 2011 wurde diese Zielsetzung in Bezug auf die Entkopplung von Wirtschaftswachstum und Ressourcennutzung wiederholt. Darüber hinaus ist Entkopplung eine wichtige Grundlage für die seit 2015 geltenden Ziele für nachhaltige Entwicklung. Dass eine hinreichende Entkopplung möglich ist, ist zudem eine der Grundannahmen des grünen Wachstums. So baut etwa das 2019 von der Europäischen Kommission vorgestellte Konzept des European Green Deal u. a. auf eine weitreichende Entkopplung von Wirtschaftswachstum und Umweltschäden sowie die Umstellung auf eine Kreislaufwirtschaft.
Seit Mitte der 2000er Jahre erfuhr der Begriff zudem eine stetig steigende wissenschaftliche Aufmerksamkeit. Zwischen 2005 und 2018 stieg der Anzahl der zum Thema Entkopplung veröffentlichten wissenschaftlichen Arbeiten um jeweils 20 % pro Jahr.

## Arten von Entkopplung
Es gibt verschiedene Arten von Entkopplung. Am prominentesten sind die Unterscheidungen in Bezug auf die Größe, die vom Wirtschaftswachstum entkoppelt werden soll (Materialverbrauch oder Umweltschäden) und in Bezug auf das Erreichen von Klimazielen (relative und absolute Entkopplung).

### Entkopplung bezogen auf die zu entkopplende Größe
Im Allgemeinen wird zwischen der Entkopplung des Wirtschaftswachstum vom Rohstoffverbrauch einerseits (englisch resource decoupling) und von der Umweltbelastung andererseits (englisch impact decoupling) unterschieden.

#### Entkopplung von Wirtschaftswachstum und Materialverbrauch
Bei der Entkopplung von Wirtschaftswachstum und Materialverbrauch geht es darum, das BIP zu steigern, während gleichzeitig weniger Ressourcen verbraucht werden. Zur Untersuchung dieses Zusammenhangs werden oft Stoffstromanalysen durchgeführt, in denen versucht wird nachzuvollziehen, auf welche Weise bzw. in welchen Mengen beispielsweise Biomasse, fossile Energieträger oder Erze global genutzt werden. Dabei können die unterschiedlichsten Phänomene wie etwa gesteigerte Materialeffizienz, der Übergang zu einer Dienstleistungsgesellschaft (Tertiärisierung) oder auch ein steigender Anteil der Finanzwirtschaft an der gesamten Ökonomie zu resource decoupling führen.

#### Entkopplung von Wirtschaftswachstum und Umweltschäden
Impact Decoupling hat das Ziel, die durch Wirtschaftswachstum verursachten Umweltschäden möglichst gering zu halten. Diese Art der Entkopplung ist generell unabhängig vom resource decoupling. Es ist folglich möglich, dass der Materialverbrauch vom Wirtschaftswachstum entkoppelt wird die Umweltzerstörung aber nicht und umgekehrt. Zunächst ging es bei der Entkopplung von Wirtschaftswachstum und Umweltschäden hauptsächlich um Treibhausgasemissionen. Mit der Zeit wurden aber auch Faktoren wie Landnutzung, der Verlust von Biodiversität, die Entnahme oder Verschmutzung von Trinkwasser, Luftverschmutzung und Entwaldung in Untersuchungen zu dem Thema miteinbezogen.

### Entkopplung bezogen auf das Erreichen von Klimazielen
Es bedarf einer bestimmten Form von Entkopplung, um den Ressourcenverbrauch bzw. die Umweltschäden in wachsenden Volkswirtschaften zu verringern. Daher wird im Allgemeinen zwischen relativer und absoluter Entkopplung unterschieden. In aller Regel wird eine absolute Entkopplung angestrebt, weil nur diese eine Verringerung von z. B. Treibhausgasemissionen bei gleichzeitigem Wirtschaftswachstum garantiert.

#### Relative Entkopplung

In Deutschland sanken die CO_{2}-Emissionen pro Kopf von 1990 bis 2017 um gut 25 %, während das Bruttoinlandsprodukt (grün) um über 40 % anstieg. Unabhängig davon, ob Handelsbeziehungen einberechnet werden oder nicht, fand in Bezug auf CO_{2} eine absolute Entkopplung statt.

Relative Entkopplung liegt dann vor, wenn mehr Güter produziert und Dienstleistungen geleistet werden können, während gleichzeitig der Ressourcenverbrauch und/oder die Menge klimaschädlicher Emissionen in geringerem Maße ansteigt. Das BIP lässt sich so steigern, ohne dass die dadurch verursachten Umweltschäden im selben Prozentsatz zunehmen.
Ressourcen, die für bestimmte Produktionsprozesse benötigt werden, stellen für Unternehmen einen Kostenfaktor dar. Insofern haben sie immer den Anreiz, ihre Ressourcenproduktivität zu erhöhen und so mehr Output für denselben Input zu erhalten (siehe auch Input-Output-Analyse). Dieses kontinuierliche Streben nach mehr Effizienz hat dazu geführt, dass die Energieintensität weltweit beständig zurückgeht. Es muss immer weniger Primärenergie aufgewendet werden, um dieselbe Anzahl an Einheiten von Wirtschaftsleistung zu produzieren. Analog zu diesen Entwicklungen sinkt auch die CO2-Intensität des BIP. Es muss immer weniger des klimaschädlichen Gases emittiert werden, um eine Einheit von Wirtschaftsleistung zu produzieren.

#### Absolute Entkopplung
Wenn das BIP ansteigt, während der Energie- und/oder Ressourcenverbrauch gleichzeitig abnimmt, lässt sich von absoluter Entkopplung sprechen. Um keine neuen Umweltschäden zu verursachen, müsste die durch relative Entkopplung erzielten Produktivitätsgewinne mindestens im selben Maße ansteigen wie das BIP. Jede relative Entkopplung über diesen Punkt hinaus würde dann zu absoluter Entkopplung führen. Für die Einhaltung planetarer Grenzen bzw. des 1,5-Grad-Ziels bräuchte es eine absolute Entkopplung, die global, kontinuierlich und ausreichend schnell eintritt.
Absolute Entkopplung wird deutlich seltener beobachtet als relative Entkopplung. Außerdem fällt auf, dass absolute Entkopplung zumeist lokal oder zeitlich begrenzt auftritt und selten für ganze Volkswirtschaften erkennbar ist. Am häufigsten lässt sich die absolute Entkopplung von Wirtschaftswachstum und CO2-Emissionen beobachten, da sich diese noch relativ einfach durch den Umstieg von fossilen Brennstoffen auf erneuerbare Energien erreichen lässt. Allerdings ist diese Entwicklung momentan allenfalls auf eher reiche Länder im globalen Norden beschränkt.
Da mit fortschreitendem Verfehlen von Klimazielen die notwendige Entkopplungsrate steigt und die technische Plausibilität fraglich bleibe, rechnen Forscher inzwischen mit einem Verfehlen des 2-Grad-Ziels.

## Vorschläge zur politischen Umsetzung
Um eine absolute Entkopplung herbeizuführen, wird häufig versucht, eine Dekarbonisierung der Wirtschaft bei gleichzeitigem Wirtschaftswachstum zu erreichen. Folglich geht es oft darum, die Rahmenbedingungen innerhalb der industriellen Produktion zu verändern. Laut Befürwortern einer Entkopplungsstrategie seien besonders Investitionen in umweltfreundlichere Produktionsprozesse vonnöten sowie ein massiver Ausbau enereuerbarer Energien und die Förderung technologischer Innovationen. Ebenfalls vorgeschlagen wird eine Besteuerung von Rohstoffen. Durch die dadurch erhöhten Preise würden Unternehmen dazu animiert, Ressourcen zu sparen und effizienter zu produzieren. Außerdem müsse das Recycling von Rohstoffen gefördert werden, um die Menge der in die Umwelt gelangenden Abfälle zu reduzieren. Es wird ebenfalls die Hoffnung geäußert, dass ein CO2-Preis dazu beiträgt, Produkte, durch deren Herstellung viel CO2 emittiert wird, teurer zu machen und so die Nachfrage nach ihnen zu drosseln.
Die Ampel-Koalition unter Bundeskanzler Olaf Scholz hielt in ihrem Koalitionsvertrag fest, man wolle „klimaneutralen Wohlstand“ schaffen. Durch mehr Effizienz, Innovation und Wettbewerbsfähigkeit sollte eine sozial-ökologische Marktwirtschaft etabliert werden.
In jedem Fall ist Entkopplung eine globale Aufgabe. Die CO2-Emissionen des globalen Südens sind zwischen 1990 und 2017 rapide gestiegen. Die Klimaziele sind kaum zu erreichen, wenn bislang noch nicht industrialisierte Staaten dieselben Industrialisierungsprozesse durchlaufen wie heutige Industrienationen. Entkopplungsstrategien, die die Perspektive des globalen Südens mit einschließen, zielen daher darauf ab, dass ärmere Länder nicht denselben Weg wie heutige Industrienationen zur Anhebung des Lebensstandards gehen, sondern direkt ökologisch nachhaltige Produktionsprozesse institutionalisieren. In einem von der Deutschen Gesellschaft für Internationale Zusammenarbeit herausgegebenen Policy Brief wird vorgeschlagen, im globalen Norden weniger und im globalen Süden mehr zu konsumieren, um zum einen innerhalb planetarer Grenzen zu bleiben und zum anderen Armut abzubauen.

## Probleme einer Entkopplungsstrategie
Die überwältigende Mehrheit der politischen Institutionen in der Welt setzt auf eine Strategie der Entkopplung und des grünen Wachstums, um der Klimakrise zu begegnen. Dieses Vorgehen stößt auf Kritik von Aktivisten und Forschenden, die der wachstumskritischen Bewegung nahestehen. Diese sehen einige Probleme, die sich ergeben, wenn allein auf Entkopplung gesetzt wird, um weitere durch Wirtschaftswachstum induzierte Umweltzerstörungen zu vermeiden.

### Nicht ausreichende Entkopplung
Für eine langfristige und hinreichende absolute Entkopplung liegen aktuell weder bezüglich der CO2-Emissionen noch des Materialverbrauchs empirische Belege vor. Momentan ist die relative Entkopplung von Wirtschaftswachstum und Umweltzerstörung global zu schwach ausgeprägt, um auch zu einer absoluten Entkopplung zu führen und dadurch spürbare positive Effekte zu erzielen. Einige Regionen auf der Erde verzeichnen zwar eine absolute Entkopplung von Wirtschaftswachstum und Treibhausgasemissionen, jedoch erreichen die bislang gemessenen Reduktionsraten des Treibhausgasausstoßes nicht einmal annähernd die Größenordnungen, die z. B. zur Einhaltung, des 1,5-Grad-Ziels notwendig wären. So erreichten etwa im Jahr 2021 die weltweiten CO2-Emissionen ein Rekordhoch. Eine Metastudie eines finnischen Forschungsteams kommt zu dem Ergebnis, dass aktuell kaum Evidenz für eine absolute Entkopplung von Kohlendioxid-Emissionen und Wirtschaftsleistung vorliege. Für den Materialverbrauch gelte dasselbe. Hinsichtlich der Materialintensität des BIP lässt sich sogar ein Trend ablesen, der darauf hindeutet, dass beim weltweiten Materialverbrauch nicht einmal eine relative Entkopplung vorliegt. Die Wirtschaftsleistung wird vielmehr materialintensiver und es findet eine umgekehrte Dematerialisierung statt.
Darüber hinaus sind relativer Entkopplung bei Produktionsprozessen auch Grenzen gesetzt. Technische Geräte können beispielsweise nicht bis ins Unendliche kleiner, leichter oder mit weniger Material produziert werden, da sie sonst irgendwann ihre Funktionalität verlieren. Der Ökonom Nicholas Georgescu-Roegen stellte zudem die These auf, dass auch für wirtschaftliche Prozesse der zweite Hauptsatz der Thermodynamik gilt und somit eine ständig steigende Ressourcennutzung irgendwann zur Erschöpfung der Erdkapazitäten führen müsse. Folglich dürfte langfristig irgendwann ein Zustand erreicht werden, in dem keine weiteren Produktivitätsgewinne bei der Produktion von Gütern möglich sind. Spätestens an diesem Punkt ist keine absolute Entkopplung durch relative Entkopplung mehr möglich. Ein Ausweg aus diesem Dilemma könnte eine stationäre Wirtschaft sein, in der das BIP relativ konstant auf einem bestimmten Niveau verharrt.

### Produktionsverschiebungen

In der Schweiz sanken die CO_{2}-Emissionen pro Kopf von 1990 bis 2018 bezogen auf die inländische Produktion (blau) um 35 % (absolute Entkopplung), aber stiegen um gut 20 % bezogen auf den Konsum (rot) und damit etwas schneller als die Wirtschaftsleistung (grün). Wenn die Handelsbeziehungen einberechnet werden, fand also nicht einmal eine relative Entkopplung statt.

Strenge Umweltschutzrichtlinien können zur Verlagerung von CO2-Emissionen führen. Die einerseits durch Produktion und andererseits durch Konsum induzierten Treibhausgasemissionen eines Landes, können daher erheblich voneinander abweichen. Wenn bestimmte Studien bei Staaten eine absolute Entkopplung feststellen, können diese Ergebnisse manchmal vollständig dadurch erklärt werden, dass Waren, deren Produktion besonders umweltschädlich ist, dort nicht mehr produziert werden bzw. diese Staaten viele Waren einfach aus dem Ausland importieren.

### Rebound-Effekte
Ein weiteres Hindernis auf dem Weg zur absoluten Entkopplung sind sogenannte Rebound-Effekte. Wenn Produkte durch Effizienzsteigerungen für Verbraucher günstiger werden, kann dies dazu führen, dass sie häufiger oder intensiver genutzt werden. Ebenfalls ist es möglich, dass insgesamt mehr Produkte als zuvor erworben werden. Theoretisch zu erwartende Einsparung bei Emissionen und Materialverbrauch werden durch solche Rebound-Effekte (über-)kompensiert. Ebenfalls ist es möglich, dass das von den Verbrauchern gesparte Geld in anderwertigen Konsum investiert wird und somit positive Effekte relativer Entkopplung abgeschwächt werden.

### Nichtberücksichtigung des Konsums
Entkopplung fokussiert sich ausschließlich auf die Art und Weise, wie Güter in Volkswirtschaften produziert werden. Aspekte des Konsumierens werden dabei ausgeblendet. Für die Zukunft wird eine stetig steigende Weltbevölkerung erwartet, sodass immer mehr Menschen Essen, Lebensraum und Materialien zur Befriedigung alltäglicher Bedürfnisse benötigen werden. Außerdem deuten viele empirische Studien darauf hin, dass Menschen dazu tendieren, mehr Energie und Ressourcen zu verbrauchen, wenn sie ein hohes Einkommen haben. Dies legt die Vermutung nahe, dass relative Entkopplung nicht nur eventuelle Wachstumsraten des BIP, sondern auch sowohl das Wachstum der (Welt-)Bevölkerung als auch Anstiege ihres Einkommenniveaus übersteigen muss, um zu absoluter Entkopplung zu führen. Dieser Umstand bewegt einige Forschende zu der Forderung nach weitergehenden Maßnahmen als der forcierten Erhöhung der Effizienz bei der Güterproduktion: Durch Suffizienz müsse der Konsum der Bevölkerung zusätzlich reduziert werden. Uwe Schneidewind spricht hierbei von einer „Entkopplung zweiter Ordnung“, die Lebensqualität vom Wirtschaftswachstum entkoppelt.